# Nepomucena
Nepomucena – żeński odpowiednik imienia Nepomucen.
Nepomucena imieniny obchodzi: 17 października.
Znane osoby o tym imieniu:
- Nepomucena Kostecka – polska aktorka
- Nepomucena Piasecka - prześladowana przez pruskie władze matka pięciorga dzieci, strajkujących we Wrześni w 1901